# Rimsjöhöjden
Rimsjöhöjden är en bebyggelse söder om Rimsjön i Nykvarns kommun, Stockholms län. SCB avgränsade här 2020 bebyggelsen som en tätort.

## Administration
Rimsjöhöjden förvaltas genom en samfällighetsförening sedan  10 november 2016.